# جرائم ديسمبر

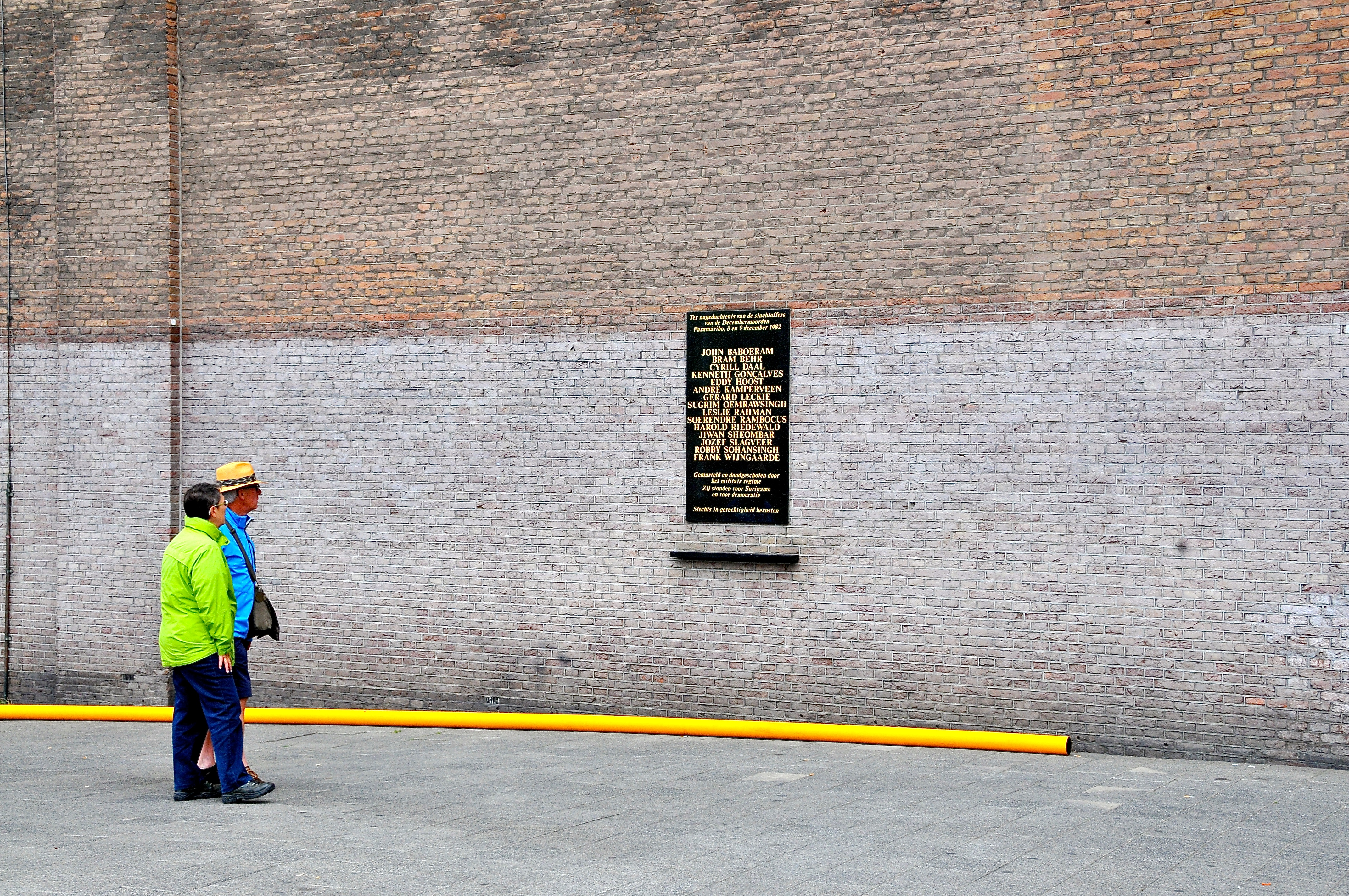
لوحة لإحياء ذكرى ضحايا جرائم قتل ديسمبر في واترلوبلاين،أمستردام

جرائم ديسمبر (بالإنجليزية:December murders)، تشير إلى جرائم القتل التي حصلت في 7 و8 و9 ديسمبر 1982، راح ضحيتها خمسة عشر من رجال سورينام البارزين الذين انتقدوا نظام الحكم العسكري الديكتاتوري الحاكم حينذاك في سورينام. حيث القي القبض على ثلاثة عشر من هؤلاء الرجال في الساعة ال2:00 وال5:00 صباحا وهم نياماً في بيوتهم (وفقا لتقارير من قبل عائلات الضحايا). أما الرجلان الاخران (Surendre Rambocus و Jiwansingh Sheombar) فقد سجنا بالفعل لمحاولة انقلاب في مارس 1982.بعد ذلك تم اخذهم من قبل جنود ديزي بوترس ودكتاتور سورينام إلى حصن زيلانديا (Zeelandia) (مقر بوترس آنذاك)، حيث تم الاستماع اليهم ك «مشتبه بهم للمحاكمة» من قبل بوترس ورقباء اخرين نصبوا انفسهم ذاتيا للمحكمة.وبعد انتهاء جلسات الاستماع هذه، تعرضوا للتعذيب ثم قتلوا رمياً بالرصاص. ولكن ما زالت ملابسات القضية غير واضحة لحد الآن. في 10 ديسمبر 1982 ادعى بوترس ان جميع المعتقلين اطُلق عليهم النار نتيجة لمحاولتهم الفرار.
ادت هذه الجرائم إلى احتجاج دولي من قبل العديد من الدول الغربية ومنضمات حقوق الإنسان. وجمدت هولندا فورا جميع المساعدات التنموية، كما فر العديد من المواطنين السوريناميين إلى الأراضي الهولندية.
رفض بوترس الاعتراف بذنبه في جرائم ديسمبر. وفي 2007 أعلن انه يتحمل المسؤولية السياسية عن مقتل هؤلاء الرجال، لكنه ذكر انه لم يضغط بيده شخصيا على الزناد. وفي 2012 افاد أحد المقربين السابقين من بوترس ان بوترس أطلق الرصاص بنفسه على اثنين من الرجال.

## الوصف
بعد اختطافهم، تم نقل الضحايا الخمسة عشر إلى حصن زيلانديا، وبعد ذلك مقر بوتيرس وجنوده في باراماريبو، عاصمة سورينام. وكان الجنود يؤدون الخدمة تحت قيادة بوترس، والدكتاتور السورينامي وايضا قائد الجيش. وكان من بين الضحايا، محامون وصحفيين ورجال اعمال واساتذة جامعيين وجنود وزعيم نقابة. كان هناك شخص سادس عشر قد قبض عليه أيضا وهو «فريد ديربي» زعيم نقابي، ولكن أطلق سراحه بشكل مفاجيء في 8 ديسمبر، وتحدث ديربي عن تجربته في السجن وان سبب عدم قتله هو ان بوتريس قال له انه سيحتاج لتهدئة غضب النقابات التي كانت مضربة في كثير من الاحيان.

### ضحايا جرائم ديسمبر
- جون بابورام، محام
- برام بير، صحفي
- سيريل دال، زعيم نقابي
- كينيث غونسالفيس، محام
- ايدي هوست، محام
- اندريه كامرفين، صحفي ورجل أعمال
- جيرارد ليكي، أستاذ جامعي
- سوجرم اومراوسن، أستاذ جامعي
- ليزلي رحمن، صحفي
- سوريندر رامبُكس، جندي
- هارولد ريدوالد، محام
- جوانسن شومبر، جيش
- جوزيف سلاغفر، صحفي
- روبي سوانسن، رجل أعمال
- فرانك وينكراد، صحفي(يحمل الجنسية الهولندية)

### المشتبه بهم
في المحاكمة الخاصة بجرائم ديسمبر في 30-نوفمبر(تشرين الثاني)-2007 تواجد 25 مشتبها اخرين إلى جانب بوترس الذي مثل المشتبه به الرئيسي.
- ايرول البوكس
- ديك ديبي
- ايتن بورينفن
- ديزي بورتس (المشتبه به الرئيسي)
- بيني بروندشتاين
- ونستون كالديرا
- ويم كاربيي
- ستيفن ديندو
- ايوان ديكستيل
- روي ايسايس
- ارنست جيفري
- ارثي غور
- جون هارديوبريتنو
- اورلاندو هيدانس
- كينيث كمبس
- ايوان كرولس
- لوسيان لويس
- هارفي نارندروب
- جون نِلوم
- ادغار ريتفلد
- روبن روزندال
- بادريسن سيتال
- جيمي ستولك
- ايمرو ثيمين
- مارسيل زيو

## اتخاذ الإجراءات القانونية
لم تتخذ الحكومة السورينامية الخطوات القانونية الرسمية لتوضيح القضية الا بعد مرور عدة سنوات. بعد قتل الضحايا، دفنوا بدون الفحوص أو تشريح الجثث، وعلاوة على ذلك، لم يجر أي تحقيق قانوني. سياسياً، استمرت عمليات القتل للتأثير على السياسة في سورينام.
بعد الانتخابات البرلمانية عام 2010، التي فاز بها بوتيرس، رفض الرئيس رونالد فينيتيان ذكر اسم بوترس أو تهنئته، حيث كان صديقا لمعظم الضحايا الخمسة عشر.

## الأمم المتحدة
في عام 1983، طالب أقارب ثمانية من الضحايا لجنة الأمم المتحدة لحقوق الإنسان إبداء رأيها في هذه القضية. أرادوا من اللجنة القول بأن عمليات الإعدام كانت متناقضة مع العهد الدولي الخاص بالحقوق المدنية والسياسية. افترضوا بانه لم تكن هناك وسائل قانونية لهم في سورينام. على الرغم من ذلك فقد طالبت الحكومة السورينامية باعتبار ان الحكم على الضحايا الخمسة عشر كان تعسفيا وادى إلى حرمانهم من حقهم في الحياة والذي يتنافى مع المادة 6 (1) من العهد الدولي الخاص بالحقوق المدنية والسياسية، وناشدت سورينام للتحقيق في جرائم القتل وملاحقة المسؤولين.